# Сесар Меначо (футболіст)
Сесар Меначо (ісп. César Menacho; нар. 9 серпня 1999) — болівійський футболіст, нападник клубу «Блумінг» та національної збірної Болівії. Виступав також за клуби «Болівар» і «Хорхе Вільстерман».

## Клубна кар'єра
Сесар Меначо народився 1999 року, та є вихованцем футбольної школи клубу «Блумінг». Дорослу футбольну кар'єру розпочав 2018 року в основній команді того ж клубу, в якій грав до 2020 року, взявши участь у 45 матчах чемпіонату. У 2021 році футболіст перейшов до клубу «Болівар», а в 2022 році клуб віддав нападника в оренду до клубу «Хорхе Вільстерман». У 2023 році Меначо повернувся до клубу «Блумінг», та станом на жовтень 2024 року зіграв за клуб 42 матчі в чемпіонаті країни, в яких відзначився 10 забитими м'ячами..

## Виступи за збірні
У 2019 році Сесар Меначо залучався до складу молодіжної збірної Болівії. На молодіжному рівні зіграв у 2 офіційних матчах.
У 2020 році Меначо дебютував у складі національної збірної Болівії. У складі збірної був учасником розіграшу Кубка Америки 2024 року у США. Станом на кінець жовтня 2024 року зіграв у складі національної збірної 5 матчів, у яких забитими м'ячами не відзначився.

## Титули і досягнення
- Чемпіон Мальти (1):

«Хамрун Спартанс»: 2024-25